# Autopista Interportuaria Talcahuano-Penco
Autopista Interportuaria Talcahuano-Penco es la denominación de la carretera de Peaje, que recorre la Región del Biobío, en la zona central de Chile, desde Penco hasta Talcahuano. 
Corresponde a la Concesión Sociedad Concesionaria Autopista Interportuaria S.A.
Se calcula que la Ruta Interportuaria tiene un 50% menos de longitud que la ruta que une a Penco con Talcahuano a través de la comuna de Concepción, lo que se traduce en aproximadamente un 70% de disminución en los tiempos de viaje.

## Sectores de la ruta
- Penco 635 m de doble calzada.
- Penco·Talcahuano 10,4 km de calzada simple.
- Aeropuerto Carriel Sur 3,5 km de calzada simple.

## Enlaces
- Autopista del Itata
- kilómetro 0 Autovía Concepción-Tomé·Chillán.
- kilómetro 4 Aeropuerto Carriel Sur·Concepción-Plaza Del Trébol.
- kilómetro 11 Talcahuano·Concepción.
- Autopista Concepción-Talcahuano

## Plazas de Peajes
- kilómetro 1 Troncal Penco.
- kilómetro 6 Troncal Carriel Sur (Desde Enlace Penco).
- kilómetro 9 Troncal Talcahuano.

## General
- Desde Penco.

- Peaje de Penco (La Greda - Andalien) 1 km
- Sobre nivel FF.CC - Cosmito. 2,9 km
- Puente las ballenas - Rio Andalién. 3,3 km
- Enlace Carriel Sur. 4 km
- Peaje de Talcahuano (Rocuant). 9,6 km
- Gaete, Talcahuano. 11,3 km

- Desde Talcahuano

- Peaje Rocuant. 1,7 km
- Enlace Carriel Sur. 7 km
- Puente las ballenas - Rio Andalien.  7.7 km
- Sobre nivel FFCC - Cosmito. 8,1 km
- Peaje Andalien - Cosmito. 10 km
- Carretera Penco Concepción - Autopista del Itata. 11 km

- Enlace Carriel Sur.(Desde la carretera)

- Peaje Carriel Sur. 2,1 km
- Aeropuerto Carriel Sur (fin de la ruta) 3,4 km
- Mall Plaza del Trébol 4,9 km

- Enlace Carriel Sur (Desde Mall Plaza del Trébol y Concepción).

- Aeropuerto Carriel Sur. 1,5 km
- Peaje Carriel Sur. 2,8 km
- Enlace Carriel Sur (hacia Penco y Talcahuano) 4,9 km